# Rivoglio i miei figli
Rivoglio i miei figli è una miniserie televisiva italiana del 2004, diretta da Luigi Perelli. La miniserie è ispirata al libro Perdute di Sandra Fei, dove racconta la sua storia dei suoi figli rapiti dal marito.

## Trama
Sonia (Sabrina Ferilli) e Walter (Luca Barbareschi) hanno divorziato. Un giorno Walter propone a lei e ai figli di andare con lui in Moldavia, col recondito scopo di avere la prole tutta per lui. Sonia intuisce il suo proposito, ma ormai è troppo tardi perché Walter li ha già rapiti e portati via. Inizia così una battaglia legale tra i due, per l'affidamento dei bambini.